# Euryglossina leyburnensis
Euryglossina leyburnensis là một loài Hymenoptera trong họ Colletidae. Loài này được Exley mô tả khoa học năm 1983.

## Hình ảnh

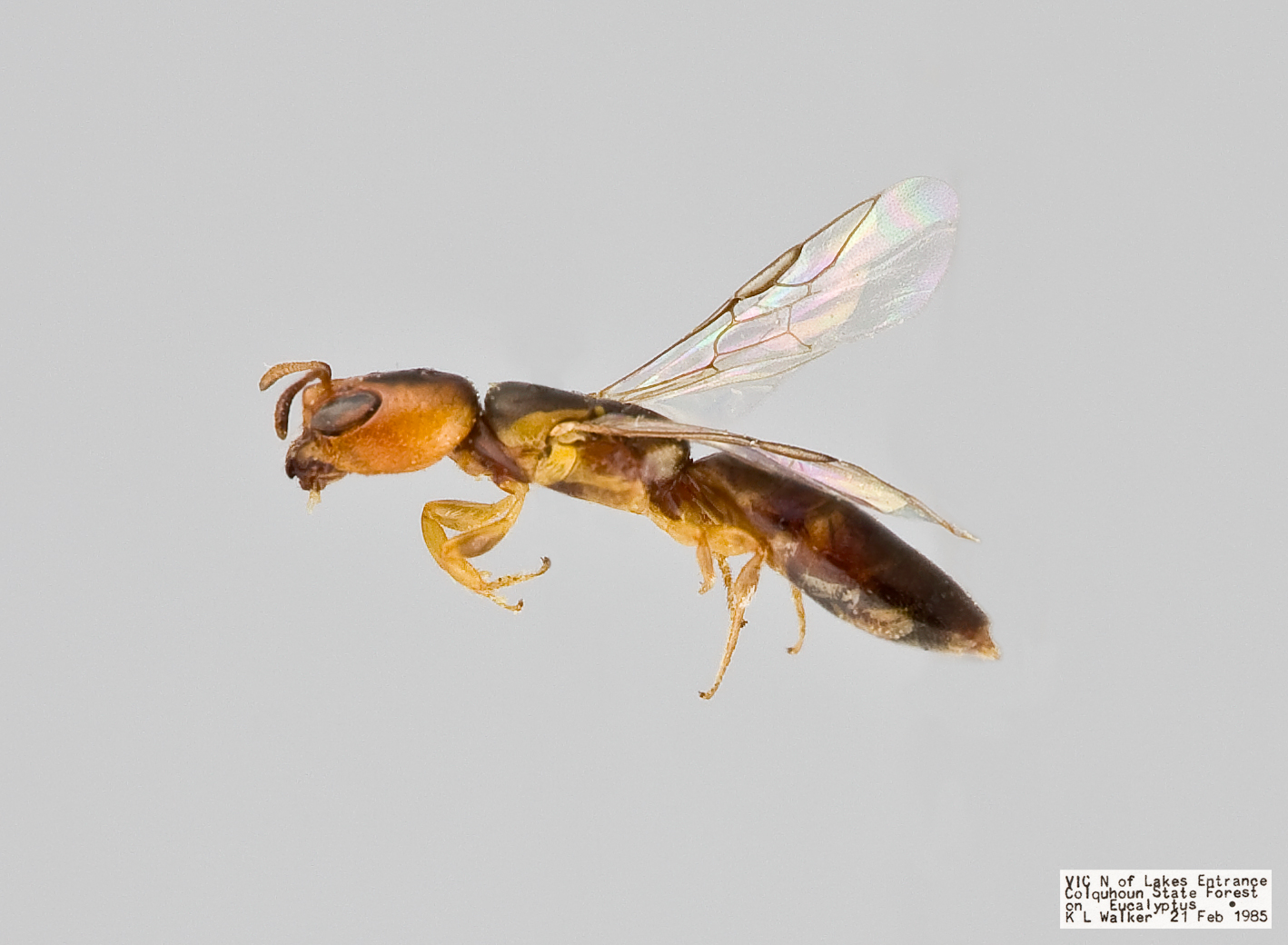
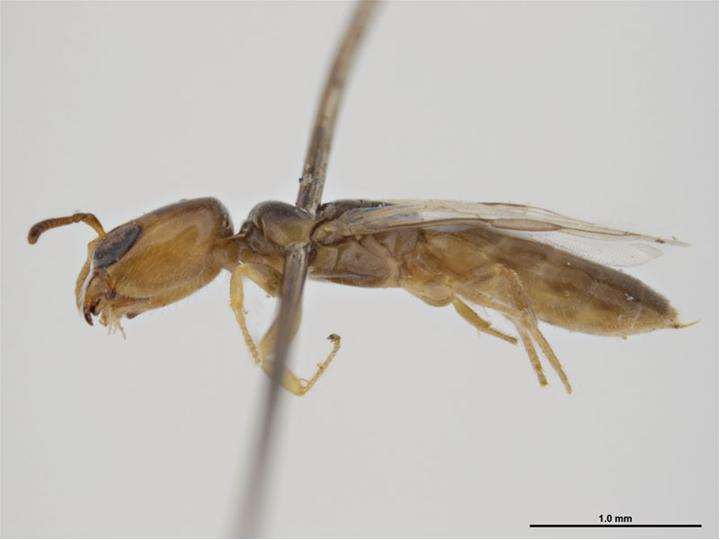